# فلینتویل (تنسی)
فلینتویل(به انگلیسی: Flintville) شهری در ایالت تنسی کشور ایالات متحده آمریکا است که جمعیت آن در سرشماری سال ۲۰۱۰ میلادی، ۶۲۷ نفر بوده‌است.